# Kostoľany nad Hornádom
Kostoľany nad Hornádom es un municipio del distrito de Košice-okolie en la región de Košice, Eslovaquia, con una población estimada a final del año 2024 de 1188 habitantes.
Se encuentra ubicado en el centro de la región, en la cuenca hidrográfica del río Sajó (afluente derecho del Tisza) y cerca de la frontera con la región de Prešov y con Hungría.

## Demografía
| Año        | 1994 | 2004 | 2014    | 2024    |
| ---------- | ---- | ---- | ------- | ------- |
| Población  | 0    | 1199 | 1229    | 1188    |
| Diferencia |      | –    | +2,50 % | −3,33 % |

| Año        | 2023 | 2024    |
| ---------- | ---- | ------- |
| Población  | 1207 | 1188    |
| Diferencia |      | −1,57 % |